# Catrine
Catrine är en ort i Storbritannien.   Den ligger i kommunen East Ayrshire och riksdelen Skottland, i den centrala delen av landet, 500 km nordväst om huvudstaden London. Catrine ligger 96 meter över havet och antalet invånare är 1 973.
Terrängen runt Catrine är platt åt sydväst, men åt nordost är den kuperad. Catrine ligger nere i en dal. Runt Catrine är det ganska tätbefolkat, med 116 invånare per kvadratkilometer. Närmaste större samhälle är Ayr, 19,6 km väster om Catrine. Trakten runt Catrine består i huvudsak av gräsmarker.